# Argiope reinwardti
Argiope reinwardti es una especie de araña araneomorfa género Argiope, familia Araneidae. Fue descrita científicamente por Doleschall en 1859.
Habita desde Malasia hasta Nueva Guinea.